# Rokitnik (wieś)
Rokitnik (niem. Thegsten) – wieś w Polsce, położona w województwie warmińsko-mazurskim, w powiecie lidzbarskim, w gminie Kiwity.
W latach 1975–1998 miejscowość administracyjnie należała do województwa olsztyńskiego.
Przez miejscowość przepływa rzeka Pisa Północna, dopływ Łyny.